# Luis Moreno Merino
Luis Moreno Merino (Málaga, España, 20 de agosto de 1968) es un exfutbolista español que se desempeñaba como centrocampista.

## Clubes
| Club                   | País   | Año       |
| ---------------------- | ------ | --------- |
| C. D. Málaga           | España | 1988-1992 |
| Real Betis Balompié    | España | 1992-1994 |
| Club Atlético Marbella | España | 1994-1996 |
| Málaga C. F.           | España | 1997-1998 |
| Cádiz C. F.            | España | 1998-1999 |
| Terrassa F. C.         | España | 1999-2000 |